# National Road 70
La National Road 70 (N70) è una strada irlandese nazionale di livello secondario che collega Irlanda a Tralee nella contea di Kerry nel Sud-Ovest della Repubblica d'Irlanda.
La strada fa parte del Ring of Kerry di cui costituisce la componente maggioritaria. La N70 non copre solamente il tratto da Killarney a Kenmare, appartenente alla N71 e il tratto tra Killarney e Killorglin appartenente alla N72.
Tra i principali centri abitati attraversati dalla N70 si annoverano Cahersiveen, Sneem e Waterville. 
La strada è caratterizzata da un manto stradale complessivamente rovinato. Nel 2019 è stata eseguita un'opera di ammodernamento di 3.5 km tra Milltown e Killorglin.